# Nicodemus Tessin el Joven
El conde Nicodemus Tessin el Joven (Nyköping (Södermanland), 23 de mayo de 1654 - Estocolmo, 10 de abril de 1728) fue un destacado arquitecto barroco sueco, urbanista y administrador. Hijo de Nicodemus Tessin el Viejo —le sucedió en el cargo de arquitecto municipal (stadsarkitekt) de la ciudad de Estocolmo— y padre de Carl Gustaf Tessin, Tessin el Joven fue la generación intermedia de la breve dinastía Tessin, que ha tenido una influencia duradera en la arquitectura y la historia suecas.
Es conocido por haber reconstruido el Palacio Real de Estocolmo en 1690 en estilo barroco. 

## Biografía

### Primeros años
Tessin nació el 23 de mayo de 1654, como hijo único de Nicodemus Tessin el Viejo, hijo del alcalde de Stralsund, y Maria Svan, hija del alcalde de Västerås. Mostró talentos artísticos a una edad temprana y recibió una educación en matemáticas y lengua en Uppsala, donde debe haber sido influenciado por Olaus Rudbeck, quien en ese momento estaba muy comprometido con las bases científicas de la arquitectura y la botánica.
En 1673, con 19 años, acompañó al marqués del Monte, emisario de la reina Cristina de Suecia, a Italia y Roma, donde la protección real le aseguró que conseguiría los mejores maestros disponibles; destacados arquitectos de la época como Carlo Fontana y Gian Lorenzo Bernini. Estos arquitectos, junto con el estudio obligatorio de los monumentos clásicos, causaron una impresión duradera en Tessin. A su regreso a Suecia después de cuatro años, el rey sueco lo envió inmediatamente en un segundo viaje que duraría 1677-1678 y lo llevaría a Inglaterra y Francia donde destacados arquitectos como André Le Nôtre y  el dibujante, diseñador y pintor Jean Bérain el Viejo causaron un profundo impacto en las decoraciones y jardines posteriores de Tessin. En 1687-1688 viajó a Roma y de regreso a Suecia a través de Austria y Alemania. Durante el viaje tomó extensas notas en un diario describiendo obras de arquitectura que vio durante el viaje. Junto con su hermanastro Abraham Winands, Tessin participó activamente en el trabajo de su padre, y cuando Tessin heredó el puesto de su padre, pidió compartirlo con Winands y los dos continuaron trabajando codo con codo hasta la muerte de Winands en 1709.

### Trabajo como arquitecto

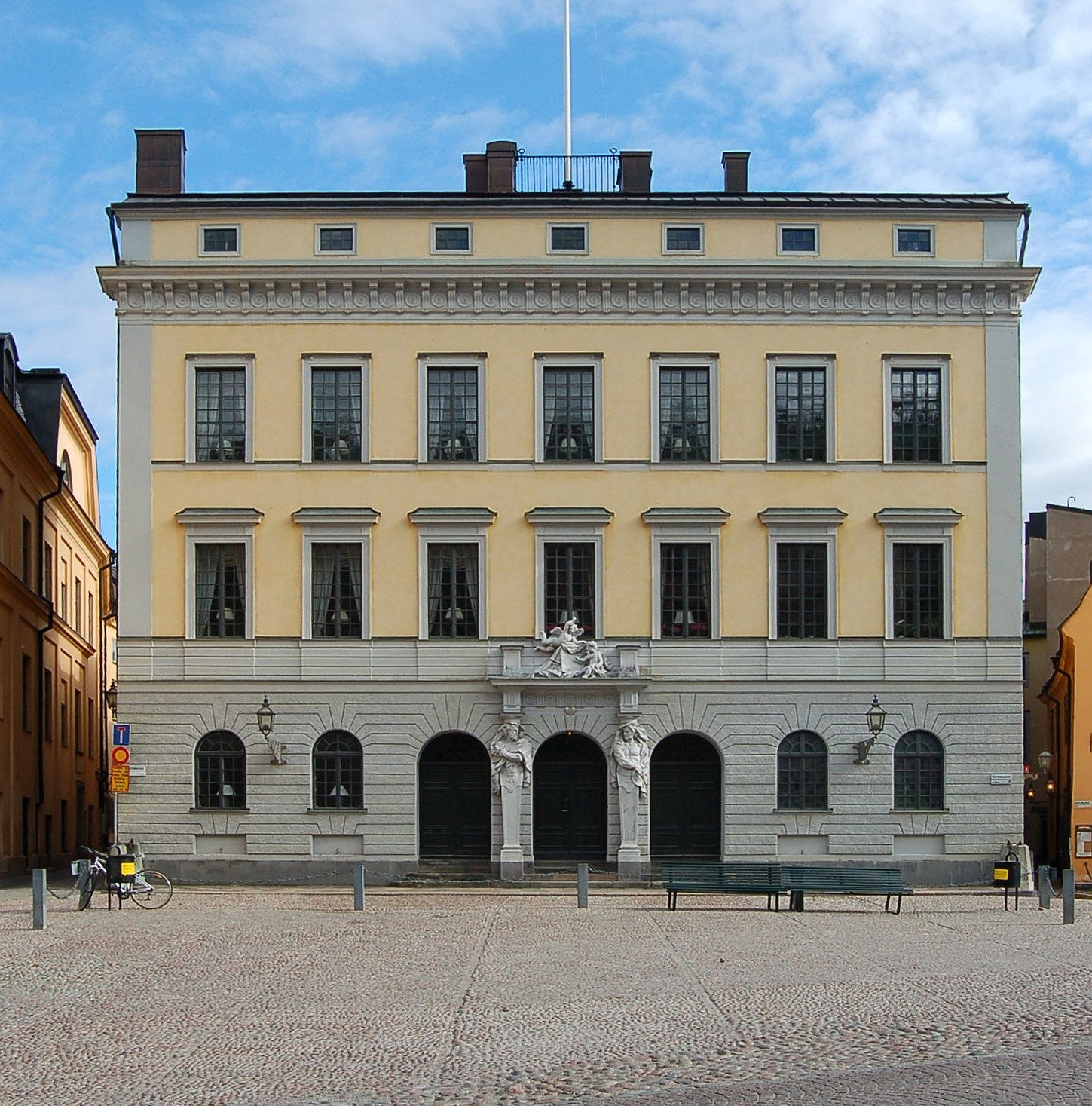
Palacio Tessin (1694-1700)

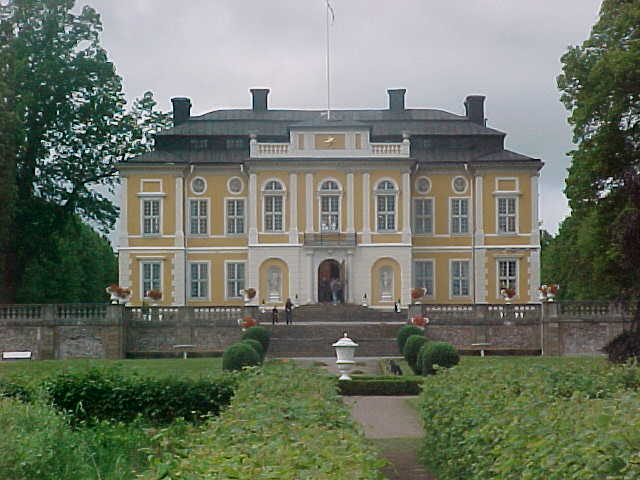
Palacio de Steninge (1694-1698)

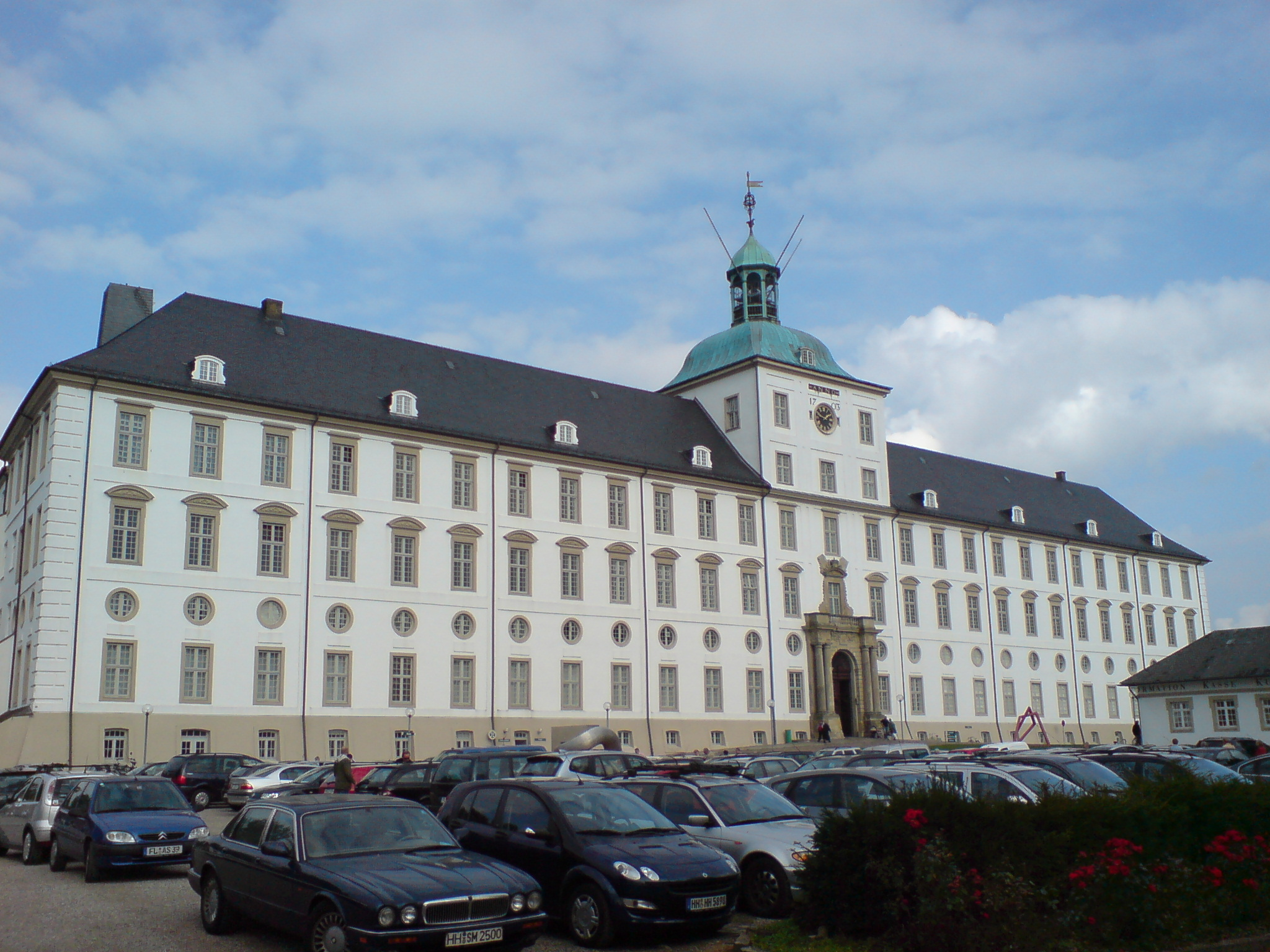
Palacio de Gottorp en Schleswig (1697-1703)

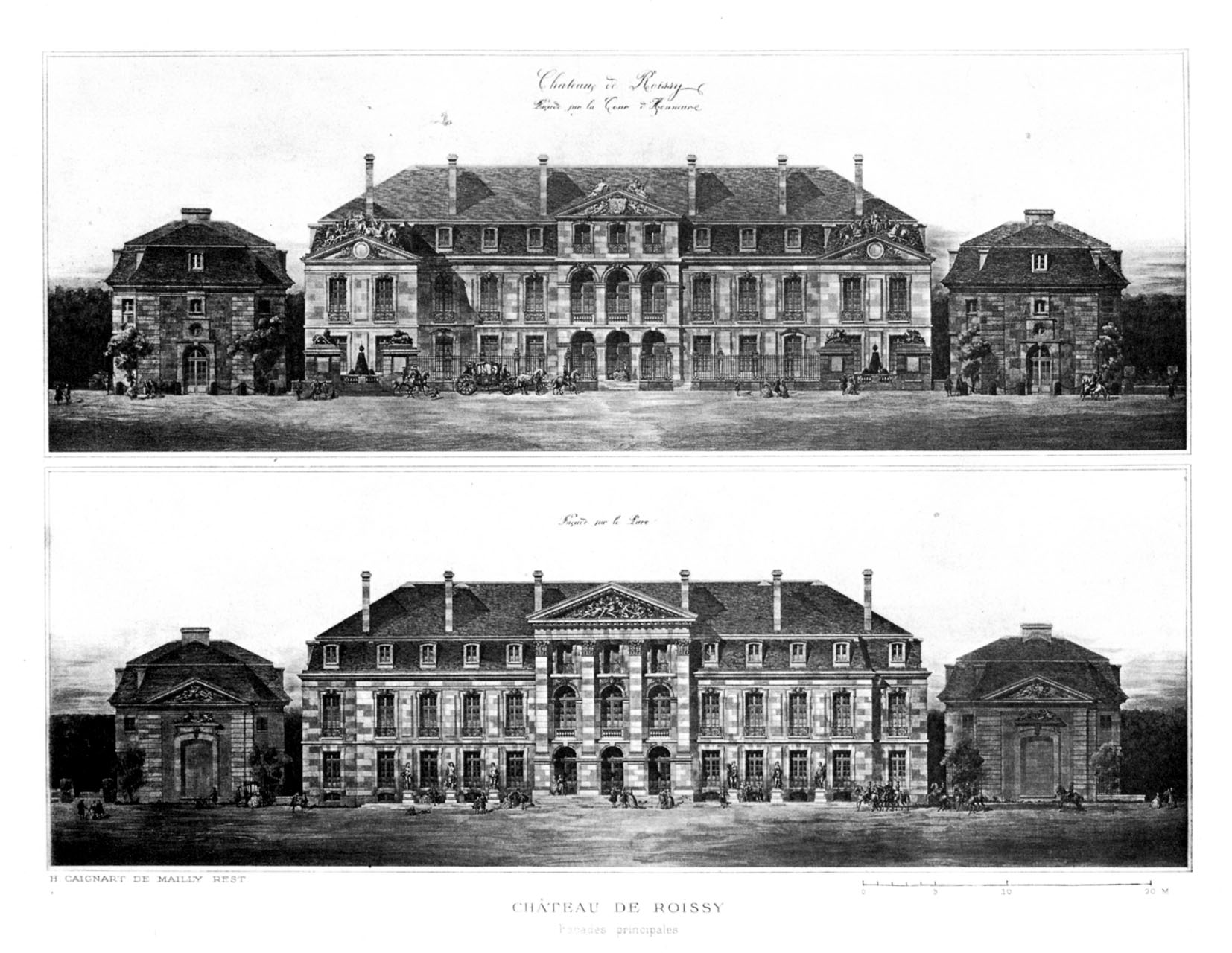
Fachadas principales del Chateau de Roissy, construido a partir de 1704 (destruido en 1794)

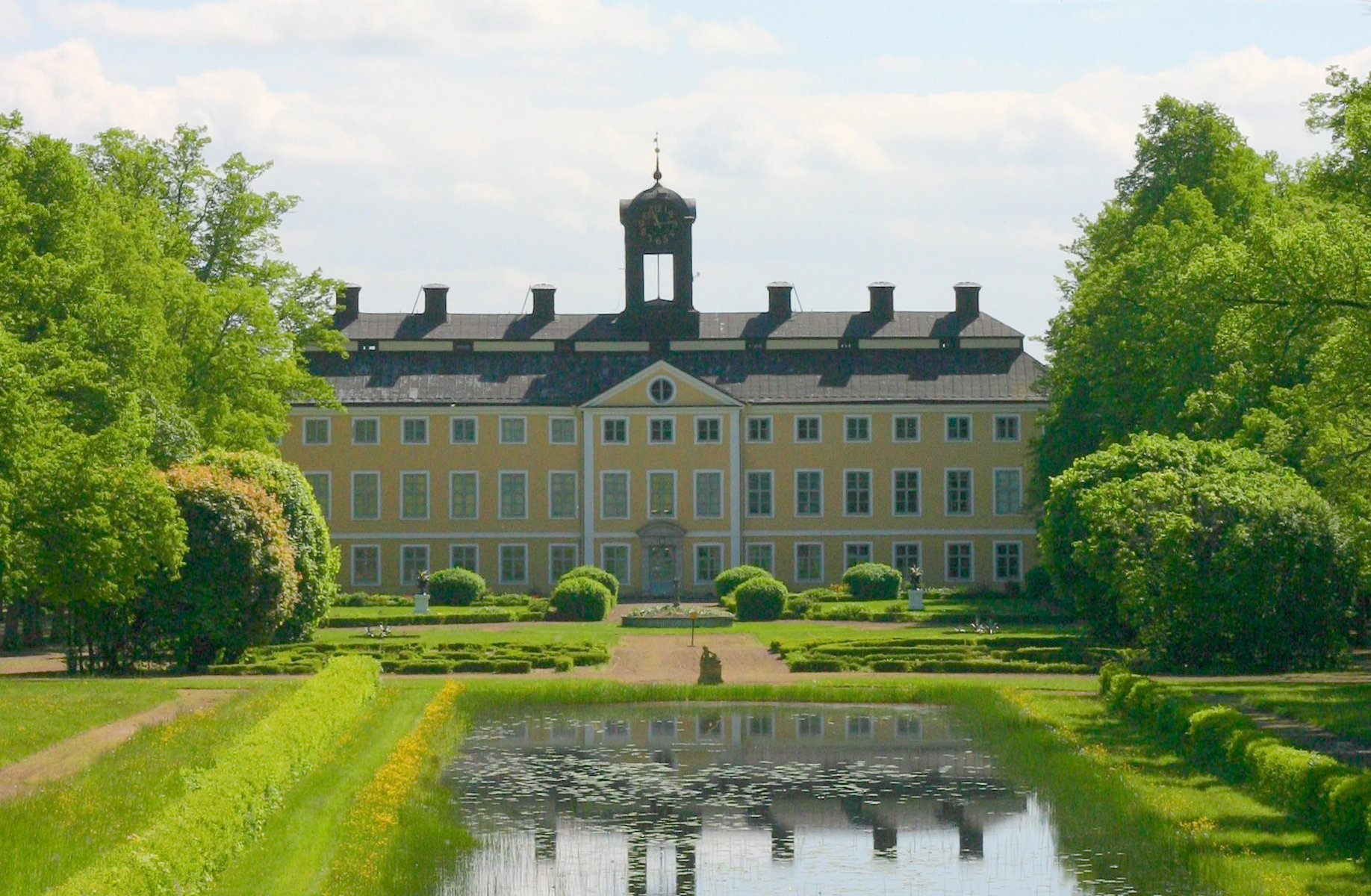
Castillo de Sturefors (1704)

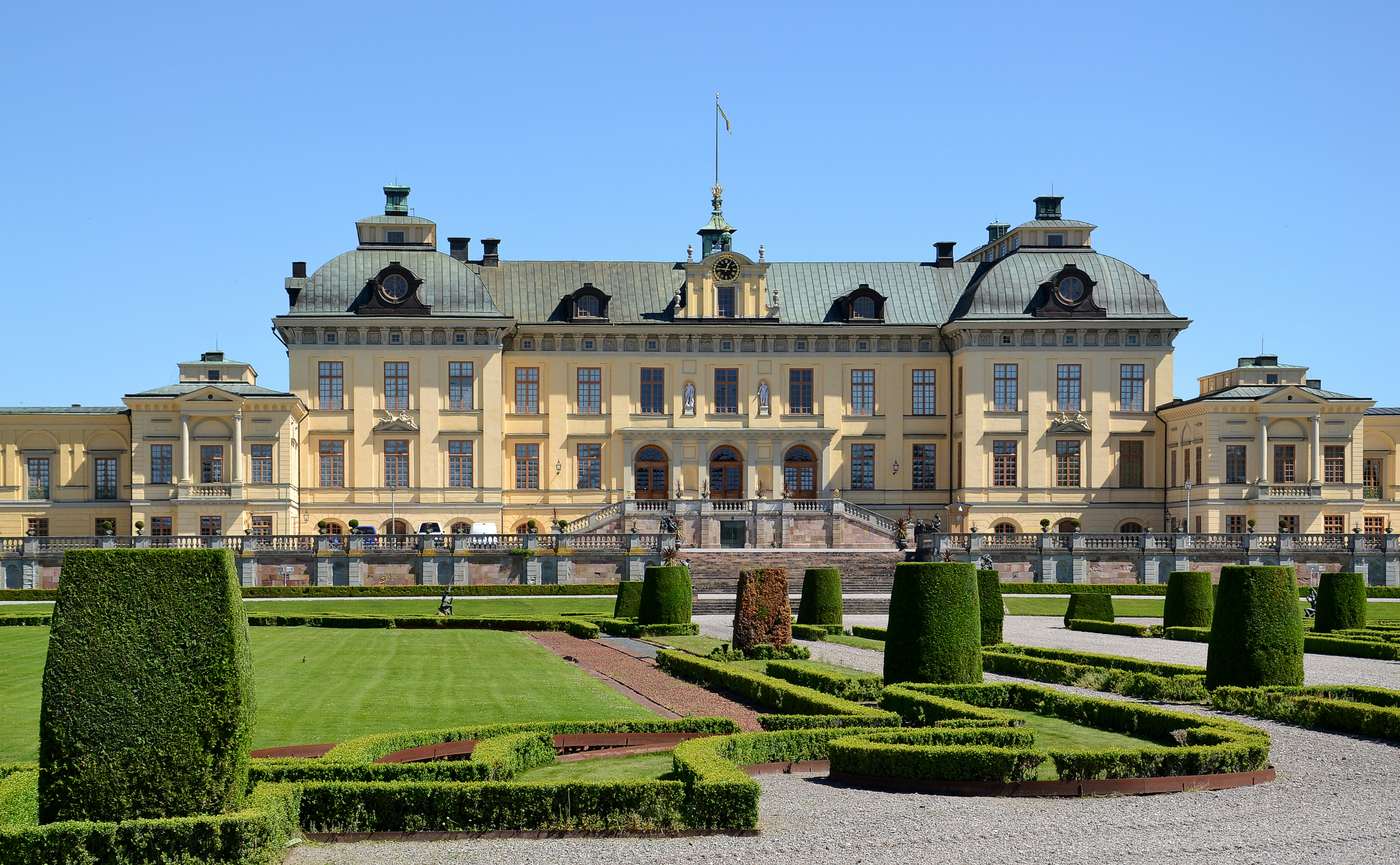
Palacio de Drottningholm

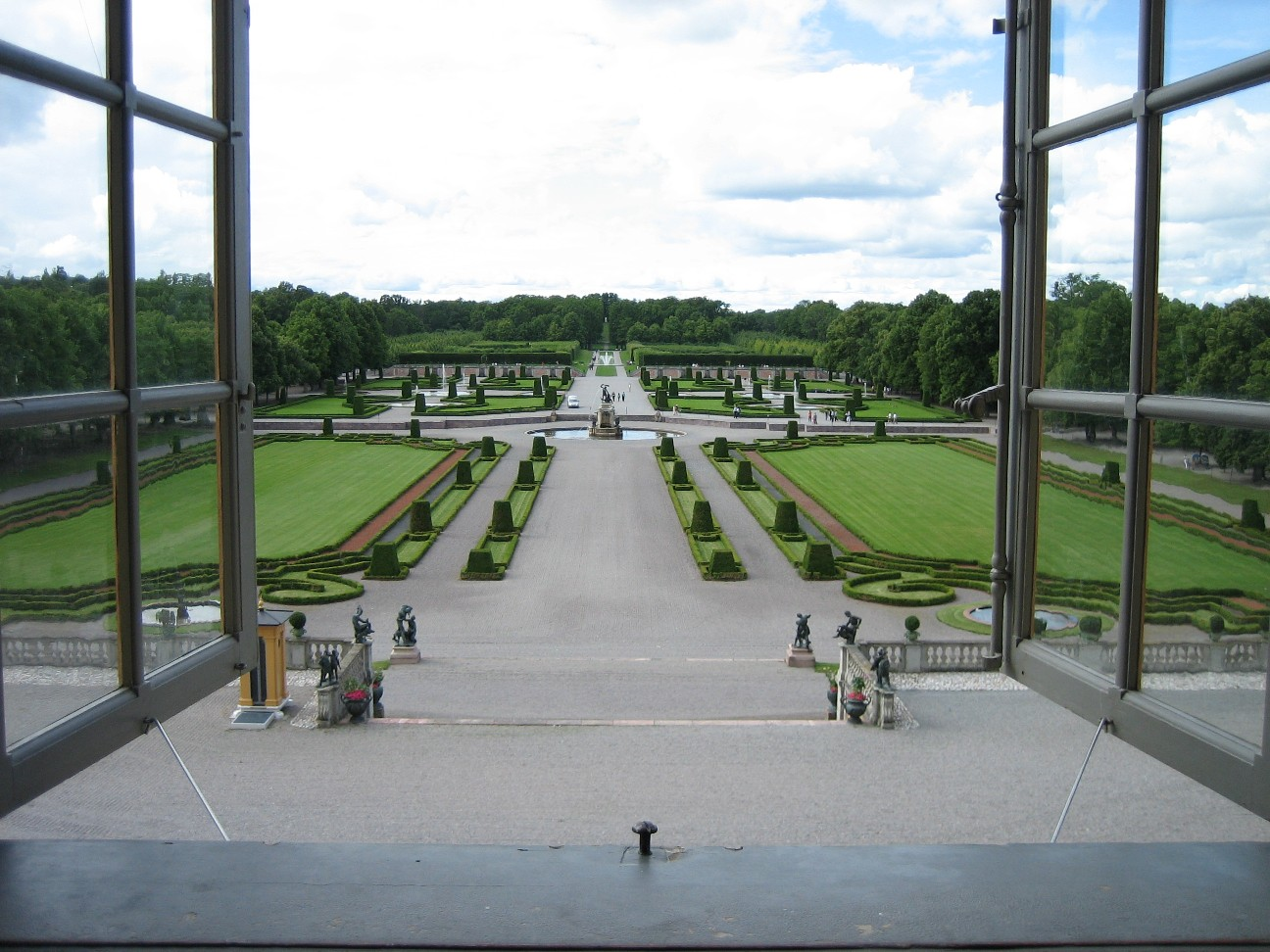
Jardines en Drottningholm

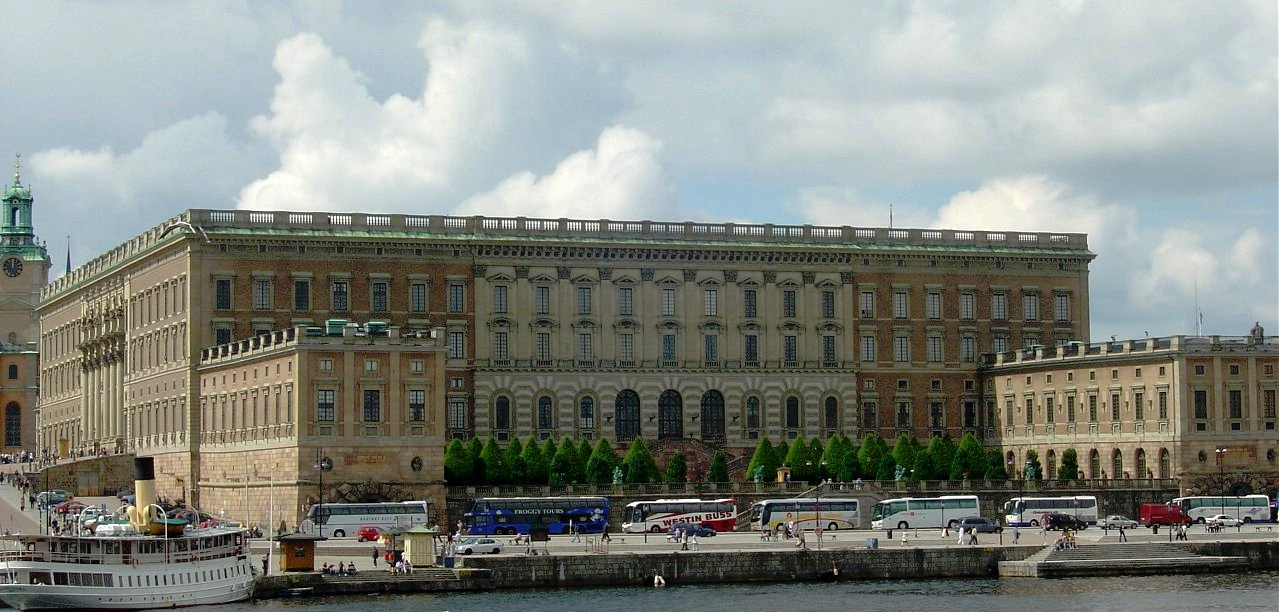
Fachada oriental del palacio de Estocolmo

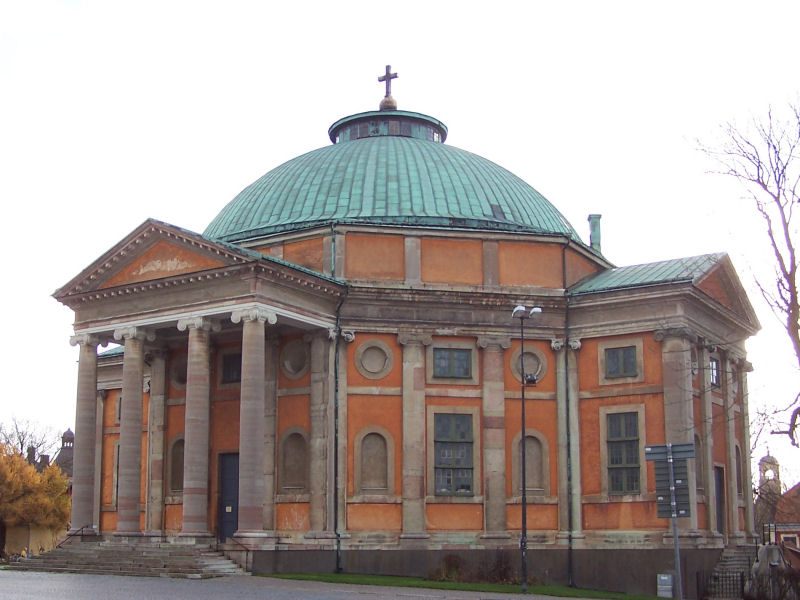
Heliga Trefaldighetskyrkan (iglesia de la Santísima Trinidad) en Karlskrona

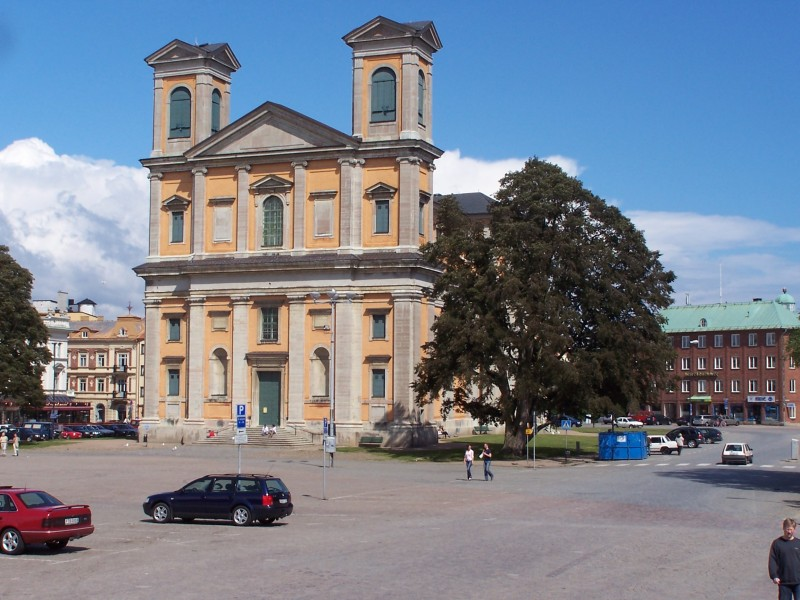
Iglesia Fredrik en Karlskrona

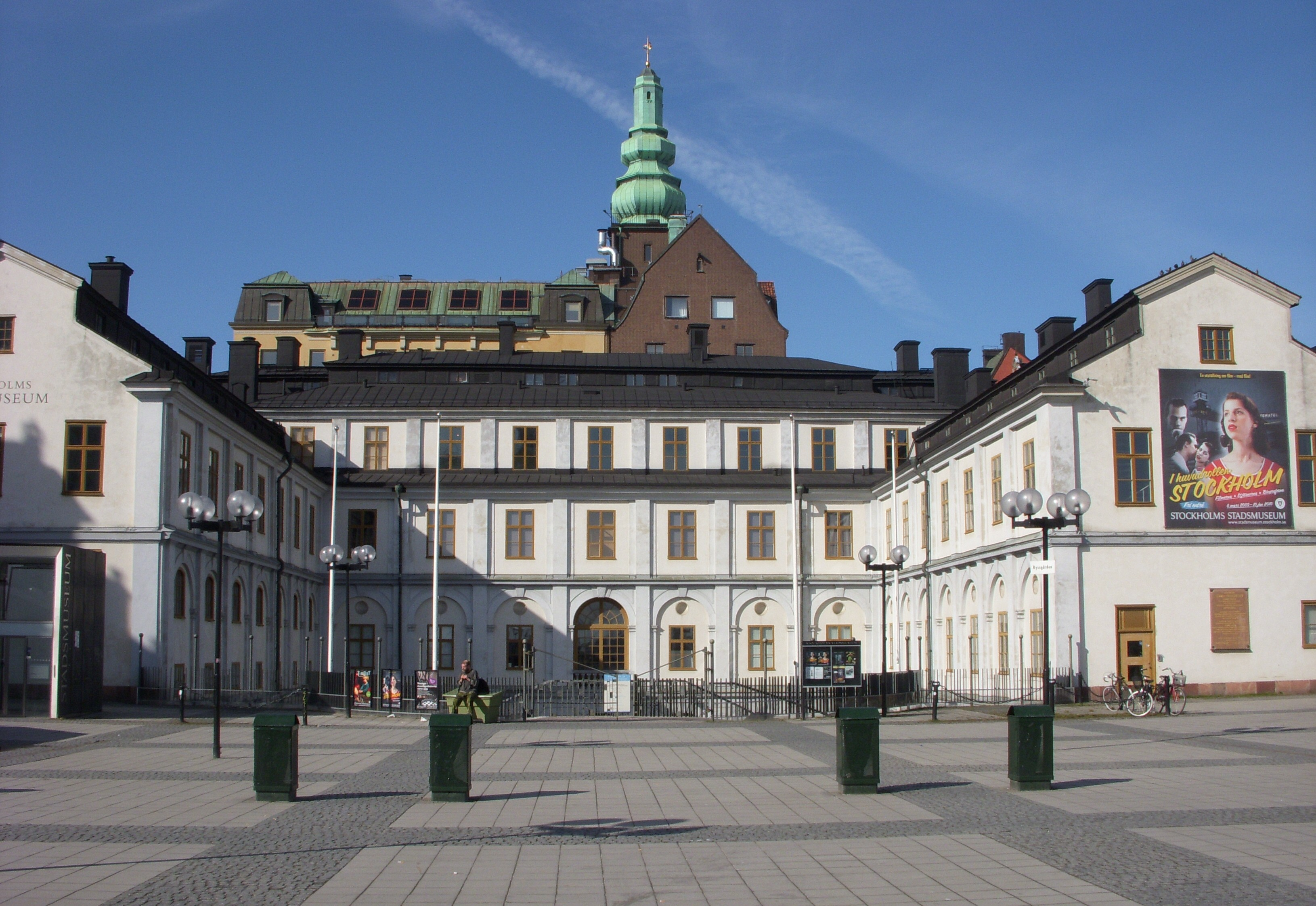
Ayuntamiento Sur (Södra stadshuset), Estocolmo, hoy Museo de la Ciudad

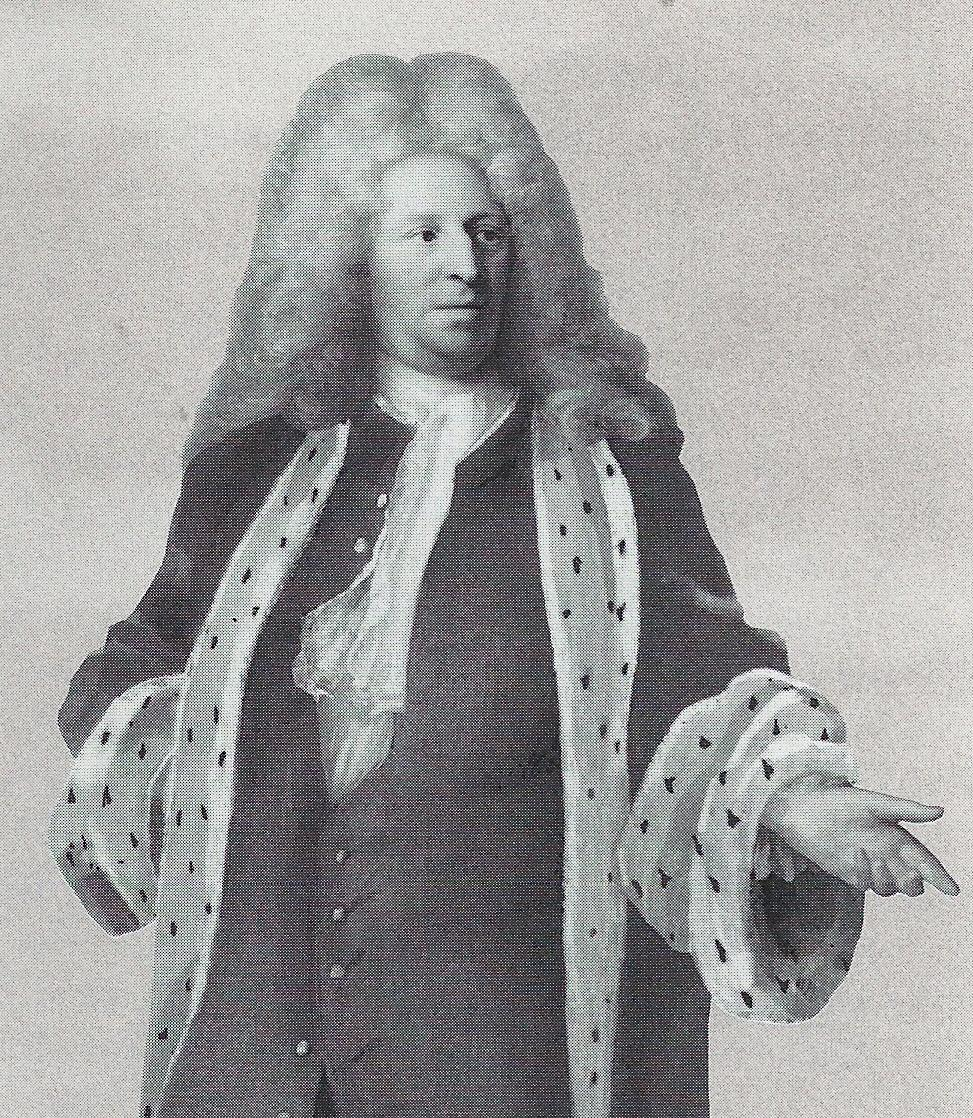
Nicodemus Tessin el Joven en 1700

Cuando Tessin el Viejo llegó a Estocolmo, Suecia todavía era una gran potencia europea y la nobleza sueca tenía los fondos necesarios para llevar a cabo prestigiosos proyectos arquitectónicos, una situación que cambió drásticamente con la Reducción por la cual la nobleza perdió su poder financiero y se vio soslayada por funcionarios públicos altamente educados que gradualmente fueron elevados a la nobleza. Como parte de este último grupo, Tessin el Viejo fue elevado a la nobleza menor en 1674 y Tessin el Joven se convirtió en conde en 1714. Sin embargo, la Reducción también significó una cantidad considerablemente menor de asignaciones de la nobleza, y cuando Tessin el Joven sucedió a su padre en 1681, sus principales clientes eran la iglesia y la corte real, con los numerosos y ambiciosos palacios y jardines de la reina Eduvigis Leonor como los proyectos más importantes.
A finales de la década de 1680, el rey Carlos XI encargó a Tessin la modernización de la parte norte del palacio de Estocolmo, motivo por el cual el arquitecto tuvo la oportunidad de realizar un segundo viaje de estudios, en el que pasó por Holanda, Francia e Italia. Esta vez, sin embargo, fue recibido con gran respeto en todo el continente, y más tarde contó con orgullo el evento cuando el rey Luis XIV de Francia hizo que las fuentes del Palacio de Versalles funcionaran durante su visita, un tributo que normalmente solo se otorgaba a príncipes extranjeros. Durante este viaje Tessin conoció al arquitecto sueco Daniel Cronström (1655-1719) quien se convirtió en uno de sus más cercanos colegas y un importante contacto en el continente ya que los proyectos de Tessin en Suecia requerían que negociara con fabricantes y artistas en el extranjero. Su correspondencia también ha demostrado ser valiosa para investigaciones históricas posteriores. A su regreso, inmediatamente comenzó su trabajo en el palacio real, y en 1695 se completó su gran fachada barroca norte, aparentemente inspirada en el proyecto de Bernini en el Louvre. Las ambiciones de renovar aún más el palacio se detuvieron por primera vez cuando el rey murió, y luego se les dio una perspectiva completamente nueva cuando el palacio fue destruido por un incendio en 1697. Tessin fue designado para realizar los planos para un nuevo palacio el día después del incendio y rápidamente elaboró una propuesta que agradó tanto al joven rey Carlos XII  y su regencia. Sin embargo, cuando Carlos XII abandonó Suecia para sus largas campañas en el continente en 1700, las obras del palacio avanzaron lentamente y, tras la devastadora batalla de Poltava en 1709, se detuvieron de nuevo. Aunque Tessin pasó gran parte del resto  de su vida produciendo planos detallados para el palacio, el palacio permanecía incompleto en el momento de su muerte.
En 1690, Tessin se casó con su amante Hedvig Eleonora Stenbock (1658-1714), dama de honor de la reina Hedvig Elenora. Sin embargo, en ese momento Tessin todavía pertenecía a la baja nobleza y su matrimonio con una mujer de la alta nobleza se consideró inapropiado. Por ello el matrimonio tuvo que celebrarse en secreto en Pomerania y, para reparar la situación, Tessin tuvo que realizar una residencia de acuerdo con el estado de su esposa. Las obras del palacio de Tessin comenzaron en 1694 e inicialmente progresaron lentamente, pero en 1697 Tessin y su familia pudieron mudarse y en 1701, dos años después de que Tessin fuera ascendido a la alta nobleza, el interior se completó en la medida en que Tessin pudo invitar a la reina viuda y a la familia real a una cena. Además de su propio palacio, los jardines del palacio de Drottningholm y el palacio de Steninge, ambos ubicados no lejos de Estocolmo, a menudo se señalan como sus mayores logros.

### Vida posterior
La mayoría de los proyectos de Tessin como arquitecto se produjeron durante el siglo XVII, incluidas varias iglesias como la Iglesia del Rey Carlos en Kungsör y la Iglesia de la Santísima Trinidad en Karlskrona, y muchas de sus propuestas nunca se construyeron. Durante su vida posterior, desempeñó un papel importante como administrador y también realizó planes urbanos ambiciosos para Estocolmo en relación con su trabajo para el palacio real.

## Progenie
- Tessin el Joven fue el padre de Carl Gustaf Tessin, uno de los políticos suecos más influyentes de su época.
- Carl Erik Tessin
- Hedvig Tessin von Schwerin
- Ulrika Maria Tessin Sparre, fue la madre de Fredrik Sparre, quien fue  Lord Alto Canciller de Suecia en la década de 1790.

## Obras destacadas
- Palacio Tessin en Estocolmo (1694-1700);
- Palacio Steninge en Märsta (1694-1698),  para el conde Carl Gyllenstierna, inspirado en el Château de Vaux-le-Vicomte;
- Finalización del palacio de Drottningholm en  Lövö, obra de su padre.
- Palacio de Gottorp en Schleswig (1697-1703)
- Palacio real de Estocolmo, en el que es claramente reconocible la influencia del proyecto de Gian Lorenzo Bernini para el Louvre; construido a partir de 1697, Nicodemus murió antes de acabarse, siendo completado por su ayudante, Carl Hårleman, en 1754.

- Castillo de Sturefors, en Linköping (1704)

- Castillo de Les Caramans en Roissy-en-France (Francia), construido a partir de 1704 y destruido en 1794 en el contexto de la Revolución;
- Iglesia de la Santísima Trinidad en Karlskrona, continuación del trabajo de su padre y totalmente destruida por un incendio en 1790; fue reconstruida según el proyecto de Nicodemus Tessin;
- Iglesia Fredrik en Karlskrona. Su fachada tiene cierto parecido con la de iglesia de Trinité-des-Monts de Roma. El proyecto data de 1690 pero la iglesia no se construyó hasta 1720 y se consagrará en 1744
- Iglesia del Rey Carlos, Kungsör
- Iglesia Ulrika Eleonora, Söderhamn
- Västra/Östra boställshuset, Estocolmo
- Ayuntamiento Sur (Södra stadshuset), Estocolmo
- Reconstrucción del Castillo Tre Kronor, antiguo palacio real en Estocolmo demolido para construir el actual palacio real;
- Aguja de la torre de la catedral de Västerås,
- Palacio de Carl Larsson Sparre, real. revisión del proyecto del padre